# Armee-Abteilung Samland
De Armee-Abteilung Samland was een Duitse Armee-Abteilung van de Wehrmacht tijdens de Tweede Wereldoorlog en was gedurende twee maanden in actie op het schiereiland Samland in 1945.

## Krijgsgeschiedenis

### Oprichting
Armee-Abteilung Samland werd op 8 februari 1945 opgericht op het schiereiland Samland door omdopen van het 28e Legerkorps.

### Inzet
Begin februari 1945 was de helft van Samland ingenomen door de Sovjettroepen als onderdeel van het  Oost-Pruisenoffensief. De stad Königsberg werd ingesloten. Op 8 februari werd de staf van het 3e Pantserleger weggehaald uit Samland en naar Pommeren verplaatst. De staf van het 28e Legerkorps werd nu als Armee-Abteilung Samland verantwoordelijk voor dit hele gebied.

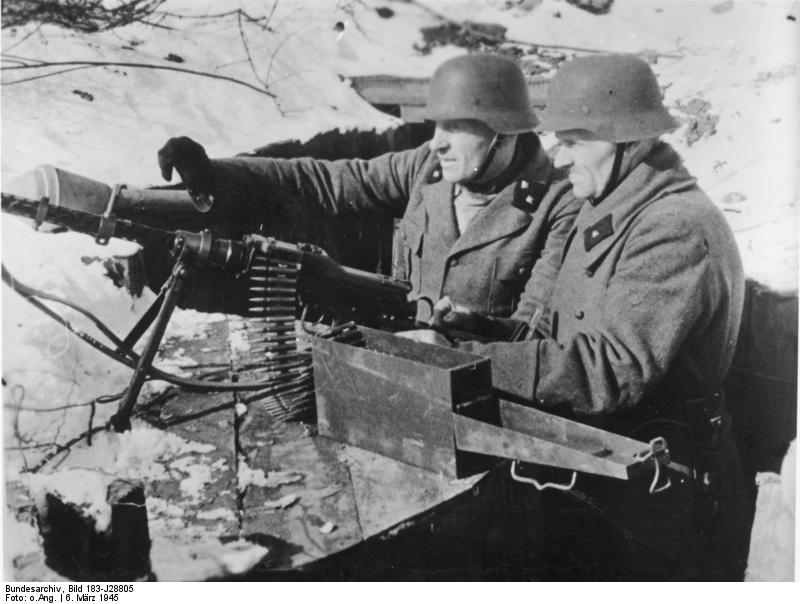
Leden van de Volkssturm in stelling bij Königsberg

De eerste opdracht was het heropenen van de verbinding met Königsberg. Op 19 februari viel de Armee-Abteilung aan met 58e en 93e Infanteriedivisies en 548e Volksgrenadierdivisie van buiten de ring en de 1e Infanteriedivisie met de 5e Pantserdivisie vanuit Königsberg. Intensief vuur van grotere schepen van de Kriegsmarine gaf steun. De volgende dag reeds werd de verbinding hersteld. Daarna duurden de gevechten nog een paar dagen voort om de corridor te verbreden.

De Sovjets concentreerden zich nu eerst op het elimineren van de  Heiligenbeil Pocket. Pas toen deze gevechten afgelopen waren op 29 maart, keerde de aandacht terug naar Königsberg. De aanval op de stad stond gepland voor 6 april 1945. 

### Einde
De Armee-Abteilung Samland werd weer omgedoopt in 28e Legerkorps op 2 april 1945.

## Bovenliggende bevelslagen
| Legergroep        | Plaats/regio         | Begin           | Eind         |
| ----------------- | -------------------- | --------------- | ------------ |
| Heeresgruppe Nord | schiereiland Samland | 8 februari 1945 | 2 april 1945 |

## Commandanten
| Rang                   | Naam          | Begin           | Eind         |
| ---------------------- | ------------- | --------------- | ------------ |
| General der Infanterie | Hans Gollnick | 8 februari 1945 | 2 april 1945 |